# Free Nelson Mandela
Free Nelson Mandela (känd i vissa versioner som "Nelson Mandela") är en låt om  som släpptes 1984 av The Special A.K.A., en grupp bestående av medlemmar från de engelska f.d. ska revival-banden (eller 2 tone-banden) The Specials, The Beat och The Bodysnatchers. Den skrevs av Jerry Dammers (f.d. Specials), producerades av Elvis Costello, och hade Stan Campbell som ledsångare. Den släpptes först som singel med låten "Break Down The Door" på B-sidan.  Låten var en protest mot den dåvarande sydafrikanska apartheidregimens fängslande av Nelson Mandela (1918-2013). Den f.d. ANC-ledaren hade suttit 21 år i fängelse på Robben Island när låten släpptes. Till skillnad från de flesta protestsånger, är låten optimistisk och närmast hyllande Nelson Mandela. Det är en låt i rocksteady- och ska-stil, men med tydliga musikaliska influenser från Sydafrika. Låten nådde tog sig till en niondeplats  på englandslistan  och tog sig in på topplistor över hela världen och var omåttligt populär i Afrika. Denna låt, som det snart gjordes otaliga covers av, uppmärksammade världen på Nelson Mandelas situation 1984, då den sedan 1962 fängslade ANC-aktivisten inte var den världskände person som han skulle komma att bli. År 2010 listade New Statesman "Free Nelson Mandela" som en av de 20 mest framgångsrika politiska låtarna.